# La rosa di Stambul
La rosa di Stambul (titolo originale Die Rose von Stamboul) è un'operetta in tre atti di Leo Fall su libretto in lingua tedesca di Julius Brammer e Alfred Grünwald che ha avuto la prima assoluta il 2 dicembre 1916 al Theater an der Wien diretta dal compositore con Hubert Marischka, Betty Fischer, Louise Kartousch ed Ernst Tautenhayn (422 recite).
La rosa di Stambul va in scena al Teatro La Fenice di Venezia il 12 febbraio 1921 ed al Teatro Reinach di Parma il 1º novembre successivo.

## Trama

### Atto I
Achmed Bey, il figlio di un ministro del governo ottomano, è un giovane di idee illuminate e di educazione occidentale che vorrebbe riformare la società turca, ma non osa rendere pubbliche le sue idee con il suo vero nome per non danneggiare il padre. Dotato di talento letterario e ottimo conoscitore della lingua francese, Achmed scrive - sotto lo pseudonimo di André Léry - un romanzo in cui propugna le sue idee e che incontra un grande successo. Una grande ammiratrice di Léry è anche Kondja Gül, la figlia di Kamek Pascha, una ragazza che sogna di vivere in un mondo più moderno ed è affascinata dalle idee rivoluzionarie dello scrittore che lei crede francese. Suo padre, però, è un tradizionalista e, fin da bambina, Kondja è sta promessa in sposa con un matrimonio combinato. Il suo futuro marito, che lei non conosce e che rifiuta di vedere prima del matrimonio, è proprio Achmed Bey che lei ignora, ovviamente, essere André Léry. Intanto Midilì, un'amica di Kondja, intreccia una relazione con Fridolin, un giovane bavarese che deve sposarsi in fretta perché deve aver presto un bambino, altrimenti il padre perderà un processo.

### Atto II
La prima notte di nozze, Kondja confessa al marito che lei lo ha sposato solo per obbedire al padre ma che il suo cuore appartiene allo scrittore André Léry. Achmed - che è innamorato di Kondja - le rivela il suo segreto, quello di essere lui Léry, ma lei non gli crede e gli impone di aspettare quattro settimane prima di concedergli di diventare effettivamente sua moglie.

### Atto III
In un grazioso hotel svizzero dove Fridolin e Midilì stanno passando la luna di miele, arriva anche Kondja dopo aver saputo che Léry è tra gli ospiti dell'albergo. Ma quando il portiere le dice che lo scrittore è atteso insieme alla moglie, il cuore di Kondja si spezza. Sul posto giunge anche il padre di Fridolin che, scoprendo che Midilì è in dolce attesa, scoppia di felicità perché ora potrà vincere la sua causa. L'unica infelice è la povera Kondja. Ma appare Amhmed: Kodja adesso capisce che lui e Léry sono la stessa persona. Tutti i suoi sogni si avverano e due coppie di sposi possono brindare insieme al futuro.

## Versione inglese
Con il titolo The Rose of Stamboul, l'operetta venne adattata in inglese con le musiche di Leo Fall e di Sigmund Romberg e il libretto di Harold Atteridge. I tre atti furono ambientati nell'harem di Kemel Pasha, nel palazzo di Acmed Bey e in Riviera.
La prima si tenne a Broadway, al Century Theatre, il 7 marzo 1922. Lo spettacolo. prodotto da J. J. Shubert,  chiuse i battenti dopo 111 recite il 10 giugno 1922. Le scene erano di Watson Barratt, i costumi di Charles LeMaire.

### Cast della prima a Broadway (7 marzo 1922)
- Tessa Kosta: Kondja Gul
- Marion Green: Achmed Bey
- Mabel Withee: Midili, la più cara amica di Kondja
- Jack McGowan: Howard Rodney Smith
- Elizabeth Reynolds: Desiree, la compagna di Kondja
- Rapley Holmes: Rodney Smith, il padre di Howard
- James Barton: Bob, il valletto
- Lon Hascall; guardiano dell'harem
- Elmira Lane: Bul Bul
- Naro Lockford: Hassan
- Zita Lockford: Haidee
- John V. Lowe: Neidjal
- Belle Mazelle: Fatima
- Helen Nelidova: Helen
- Maude Satterfield: Guzela
- Jack Scott: Jack
- Felicia Sorel: Felicia
- Marjorie Wayne: emiro
- Emma Wilcox: Baada

## Versioni cinematografiche
- Die Rose von Stambul, regia di Felix Basch (1919)
- Die Rose von Stambul, regia di Karl Anton (1953)

## Discografia
- Die Rose von Stambul - Münchner Rundfunkorchester/Werner Schmidt-Boelcke/Ado Riegler/Elfie Mayerhofer/Liselotte Schmidt/Rudolf Christ/Kurt Großkurth/Harry Friedauer/Hilde Rehm/Eva Schloderer/Ludwig Bender, 2011 The Art Of Singing
- The Rose of Stambul - Chicago Folks Operetta/Kimberly McCord/Alison Kelly/Aaron Benham/Gerald Frantzen/Eric Casady/Khaki Pixely/Robert Morrissey/Julia Tarlo/Nicole Hill/Malia Ropp/Chris Guerra/Josh Prisching/Sarah Bockel/Michelle Buck/John Frantzen/Erich Buchholz, 2013 Naxos